# Thumb Rise Again
Thumb Rise Again (estilizado em maiúsculas) é o terceiro álbum de estúdio do JAM Project com músicas originalmente compostas para o próprio, e não para animes, tokusatsu ou jogos eletrônicos, como é de praxe em suas "Best Collections". Foi lançado em 23 de outubro de 2013 pela Lantis e possui 13 faixas.

## Produção
A banda voltou a trabalhar com Takayuki Hattori, condutor do álbum sinfônico Victoria Cross, de 2011, além de gravar com artistas remotamente em Los Angeles.
A faixa título, "Thumb Rise Again", teve um videoclipe produzido.

## Recepção
O álbum chegou à 22ª posição na Billboard Japan, e ficou cinco semanas no Oricon Albums Chart, chegando à 21ª posição.
O site CD Journal analisou o álbum, dizendo que "focando em hard rock e heavy metal com sons de guitarra em seu núcleo, e combinado com letras valentes, o álbum revela um mundo feroz. A mistura de vocais masculinos e femininos, ambos poderosos e delicados, é um prazer de se ouvir."

## Faixas
| N.º            | Título                             | Letras               | Música                                          | Duração |  |
| 1.             | "Groundbreakers"                   | Hironobu Kageyama    | Takayuki Hattori                                | 7:47    |  |
| 2.             | "THUMB RISE AGAIN"                 | H. Kageyama          | H. Kageyama, Yoshichika Kuriyama e Shiho Terada | 4:34    |  |
| 3.             | "Rage against the intrigue"        | H. Kageyama          | H. Kageyama e Y. Kuriyama                       | 4:50    |  |
| 4.             | "Fight on!"                        | Hiroshi Kitadani     | H. Kitadani e Kenichi Sudo                      | 5:34    |  |
| 5.             | "Live True"                        | Masami Okui          | H. Kitadani, M. Okui e Tom Keane                | 5:09    |  |
| 6.             | "Amor ~Toaru Otoko no Monogatari~" | M. Okui              | Yoshiki Fukuyama e Kenz                         | 5:00    |  |
| 7.             | "Samurai Parley"                   | Masaaki Endoh        | M. Endoh e R・O・N                              | 3:54    |  |
| 8.             | "Frontiers"                        | H. Kitadani e M Okui | H. Kitadani, Y. Kuriyama e S. Terada            | 5:23    |  |
| 9.             | "MIKAZUKI ~Tenshanichi~"           | M. Okui              | M. Okui e S. Terada                             | 4:38    |  |
| 10.            | "Light and Shadow"                 | H. Kitadani          | H. Kitadani, Kenz e Takashi Nagasawa            | 4:47    |  |
| 11.            | "Lost my heart ~Kaze no Kioku~"    | H. Kageyama          | H. Kageyama e Kenz                              | 4:16    |  |
| 12.            | "Viva My Life"                     | H. Kageyama          | H. Kageyama, Y. Kuriyama e S. Terada            | 4:39    |  |
| 13.            | "Long way to go"                   | H. Kageyama          | H. Kitadani e T. Hattori                        | 2:06    |  |
| Duração total: | Duração total:                     | Duração total:       | Duração total:                                  | 62:35   |  |

## Integrantes
- Hironobu Kageyama
- Masaaki Endoh
- Hiroshi Kitadani
- Yoshiki Fukuyama
- Masami Okui
- Ricardo Cruz